# Музей на НБУ
Учебният музей на Нов български университет е малко галерийно пространство на НБУ за временни изложби с учебна цел. Създаден е по проекта „Музеят е мъртъв? Да живее музеят!“ („Le musée est mort? Vive le musée!“), (Научно-образователна инфраструктура „Музейна мрежа“) с ръководител доц. д-р Татяна Шалганова. Проектът е финансиран от Фонд „Научни изследвания“ (ФНИ) към Министерство на образованието и науката (МОН). Музеят разполага с хранилища.
Музеят е форма на образователна дейност, чиято основна цел е да осигури на студентите от различни хуманитарни и социални програми в НБУ практическо обучение. На студентите се дава възможност за пряк контакт до художествените постижения на миналите епохи, чрез общуване с оригинални артефакти. Учебният музей предполага изложби с паметници на древни култури и изложби с произведения на съвременното изкуство. Организират се и семестриални временни изложби, подбрани и подредени от самите студенти на НБУ.
Музеят се открива на 23 април 2010 г. с изложбата „Богатства от Музейната мрежа“. Експозицията включва над 100 произведения на древното изкуство от нашите земи – от неолита до римската епоха, предоставени от музеите във Враца, Казанлък, Созопол, Шумен, Русе, Хасково, както и от колекция „Арес“.
Четвъртата изложба е „Началата: образи и знаци“. Гостува Регионалният исторически музей във Враца с колекция от неолита и експонати от тракийската и римската епоха.
Между април и септември 2019 г. изложбата в музея е „Дарове от Светлин“.